# Hackers. Gli eroi della rivoluzione informatica
Hackers: Gli eroi della rivoluzione informatica è un libro scritto da Steven Levy nel 1984, riguardante la cultura hacker e sull'impatto di questi sull'evoluzione dell'informatica. Levy parte dai pionieri del MIT degli anni cinquanta, alle prese con i cosiddetti "bestioni" (enormi computer come l'IBM 704), passando per i primi home computer come l'Altair 8800 e l'Apple I di Steve Wozniak, che sdoganarono l'informatica rendendola accessibile a chiunque; gli anni ottanta con i primi produttori di software (in particolare di videogiochi) come la Sierra Online e la Sirius Software, per finire con le imprese di Richard Stallman, considerato da Levy come "l'ultimo grande hacker".
Il libro è stato ripubblicato nel 1994 con una post-fazione (intitolata "Dieci anni dopo"). Nel 2010, una nuova edizione con materiale aggiornato è stata pubblicata da O'Reilly in occasione del venticinquesimo anniversario.

## Edizioni
- Steven Levy, Hackers. Gli eroi della rivoluzione informatica, traduzione di Ermanno Guarneri, Luca Piercecchi, collana Cyberpunkline, Shake edizioni, 2002,  pp. 346, cap. 22, ISBN 978-88-86926-97-3.